# Arteră rectală mijlocie
Artera rectală mijlocie este o arteră din pelvis care aprovizionează cu sânge rectul.

## Anatomie

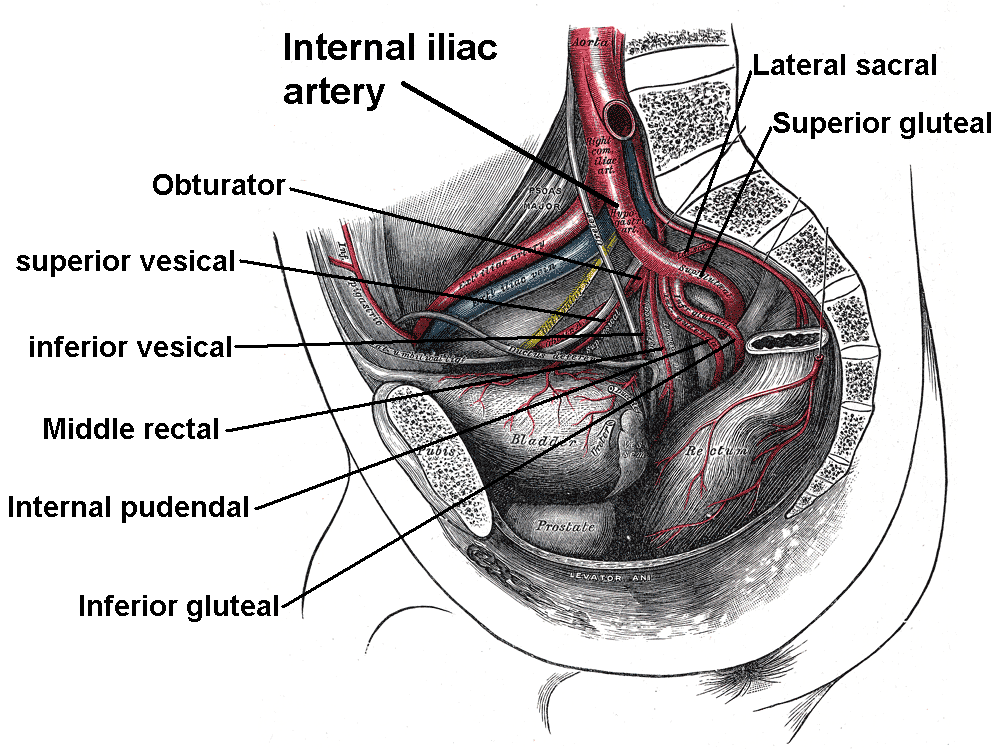
Artera iliacă internă, care prezintă ramuri, inclusiv artera rectală mijlocie

Artera rectală mijlocie apare de obicei din artera iliacă internă.  Se distribuie în rect deasupra liniei pectinate.  Se anastomozează cu artera vezicală inferioară, artera rectală superioară și artera rectală inferioară. 
La bărbați, artera rectală mijlocie poate da ramuri la prostată și la veziculele seminale. La femei, artera rectală mijlocie dă ramuri către vagin.

## Fiziologie
Artera rectală mijlocie alimentează rectul deasupra liniei de pectinate. 

## Imagini suplimentare

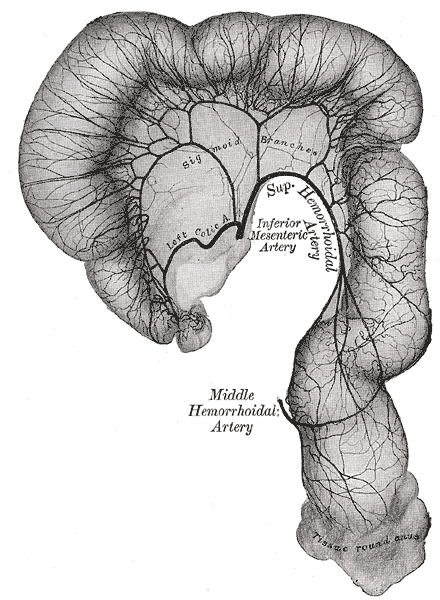
Colonul și rectul sigmoid, care prezintă distribuția ramurilor arterei mezenterice inferioare și anastomozele acestora.
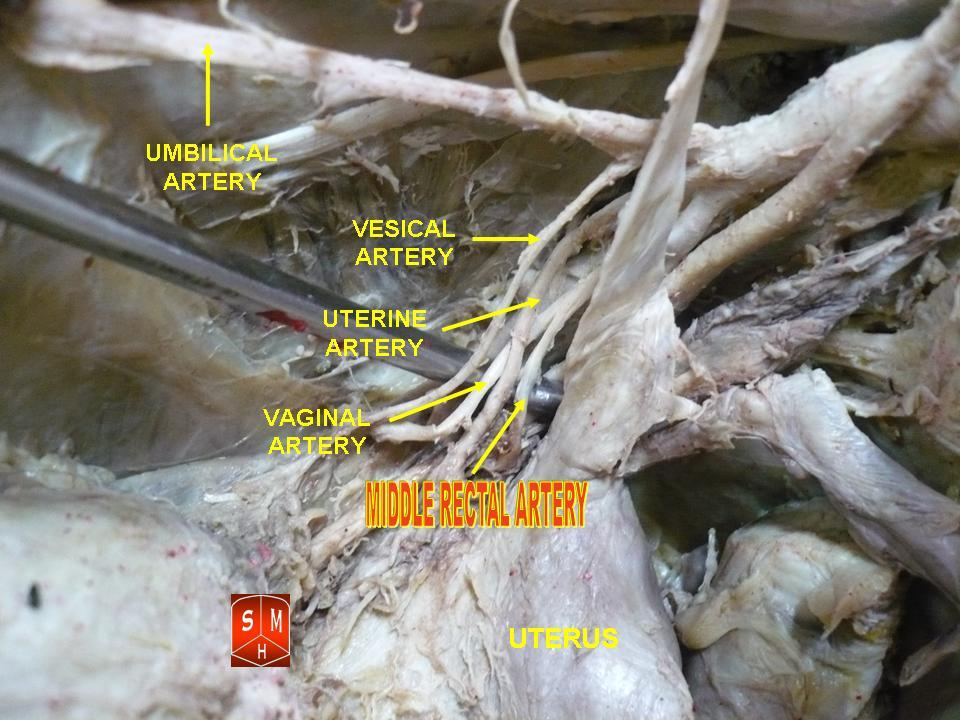
Artera rectală mijlocie